# Europejska Inicjatywa Obywatelska
Europejska Inicjatywa Obywatelska (w skrócie EIO) – procedura pozwalająca na składanie obywatelskich petycji do Komisji Europejskiej, wprowadzona 1 kwietnia 2012 Traktatem z Lizbony w celu wzmocnienia demokracji bezpośredniej w Unii Europejskiej. Sygnatariuszami petycji musi być minimum 1 milion osób, mieszkających w co najmniej siedmiu państwach członkowskich UE.

## Wprowadzenie
Przed wprowadzeniem Europejskiej Inicjatywy Obywatelskiej każdy rezydent państwa członkowskiego mógł przekazać swoje oczekiwania Komisji Europejskiej poprzez petycję do Parlamentu Europejskiego, co nie było wystarczająco skutecznym narzędziem, ponieważ strona internetowa Parlamentu Europejskiego nie była przygotowana na petycje z dużą liczbą podpisów.
Europejska Inicjatywa Obywatelska to dodatek do istniejącego już prawa petycji do Parlamentu Europejskiego, a także prawo apelowania do rzecznika, jak postanowione w Traktacie z Maastricht (1993). Jej szczegóły reguluje Rozporządzenie Parlamentu Europejskiego i Rady (UE) NR 211/2011 z dnia 16 lutego 2011 r. w sprawie inicjatywy obywatelskiej (Dz. Urz. UE L 65 z 11.03.2011).
Pierwszą EIO była akcja „Right2Water”, mająca na celu zmianę dyrektywy ws. wody pitnej. W jej ramach zdobyto ponad 1,8 mln podpisów.

## Procedura
Niezbędne jest co najmniej milion deklaracji poparcia z minimum siedmiu państw Unii Europejskiej. Minimalna liczba podpisów, którą należy zebrać w poszczególnych państwach zależy od liczby posłów do Parlamentu Europejskiego wybieranych w danym państwie członkowskim pomnożonej przez 750. Przykładowo dla Polski wynosi ona 38 250 podpisów, a dla Portugalii – 16 500 podpisów. Zbieranie deklaracji poparcia może trwać do 12 miesięcy.
O ile – trwająca maksymalnie 3 miesiące – weryfikacja deklaracji poparcia da efekt pozytywny inicjatywa przedkładana jest Komisji Europejskiej. Komisja ma kolejne 3 miesiące na rozpatrzenie inicjatywy, wysłuchanie publiczne w Parlamencie Europejskim i udzielenie odpowiedzi. Komisja nie ma obowiązku wystąpienia do Parlamentu Europejskiego i/lub Rady z wnioskiem ustawodawczym. Jednak jeżeli to zrobi – i ustawodawca wniosek przyjmie – przepis zacznie obowiązywać.